# Метафизика (списание)
„Метафизика“ (на английски: Metafizika International Journal of Philosophy and Interdential Studies) е международно списание за философски и интердисциплинарни изследвания, публикувано в Република Азербайджан. Той предоставя на читателите научни статии, свързани с азербайджанската и световната философия, история, култура, литература, изкуство и други области на науката.

## История
Списание „Метафизика“ е регистрирано в Министерството на правосъдието на Република Азербайджан през 2017 година под номер 4144. Списание „Метафизика“ излиза 4 пъти годишно. Всички статии в списанието на азербайджански, турски, руски, английски, персийски и арабски език се приемат и отпечатват, ако получат положително мнение от експерти. С решение на Президиума на Висшата атестационна комисия към президента на Република Азербайджан списание „Метафизика“ е включено в списъка на периодичните научни издания, препоръчани за публикуване на основните резултати от дисертации в Република Азербайджан по философия и социология, политически науки и педагогика. Списанието по метафизика организира дейността си в съответствие със законите на Република Азербайджан, собствения си устав и изискванията на международните стандарти. Основната цел на списанието е да даде достойни приноси за развитието на науката, да запознае научната общност с тях, като отразява изследванията, провеждани в областта на философията, теологията, социологията, психологията, историята, филологията, педагогиката, правото, политическите и икономическите науки на страниците си, както и да запознае научната общност с проблемите, които могат да доведат до широки научни дискусии. Това е да допринесе за широкото разпространение на резултатите от изследвания на ниво интердисциплинарен подход, изследвания върху парадигмите и иновациите на науката, които ще създаде научна дискусия сред учени и изследователи.

## Раздели на списанието
- Философия, теология, социология и психология
- История, археология и антропология
- Филология и педагогика
- Право и политически науки
- Икономически науки
- Изкуства и архитектура